# Hermann Schätzler
Hermann Schätzler (* 19. August 1923 in Weiden in der Oberpfalz; † 1. April 2009 ebenda) war ein deutscher Maler und Zeichner.

## Leben
Schätzler, dessen Lieblingsfächer in der Schulzeit Zeichnen und Geometrie waren, gewann schon als Schüler Wettbewerbe. Während des Zweiten Weltkriegs diente er in Holland, Frankreich und Deutschland. Seine Zeichnungen, die er im Kriegseinsatz fertigte, gingen verloren.
Von 1946 bis 1950 besuchte er in München Mal- und Zeichenschulen und eine Grafikerschule. Einer seiner Lehrer war Eugen Küchle. Seinen Lebensunterhalt bestritt er während des Studiums mit dem Zeichnen von Kinoplakaten. Er war 14 Jahre lang Geschäftsführer einer Groß- und Einzelhandelsfirma, bevor er sich ganz auf das Malen konzentrierte.
Schätzler malte rund 3.000 Bilder. Viele davon waren in Gruppen- und Einzelausstellungen zu sehen. Die Verbundenheit zu seiner Heimat, der Oberpfalz, spiegelt sich vor allem seinen Landschaftsbildern wider. Zu seinen Werken im Rahmen des Programms Kunst am Bau zählen beispielsweise Wandgestaltungen im Rathaus von Floß, Arbeiten im Pflegeheim des Heilpädagogischen Zentrums – Lebenshilfe für Behinderte e.V. (HPZ) in Irchenrieth und der Brunnen im Elly-Heuss-Gymnasium Weiden. Für die Finanzierung der Max-Reger-Gedächtnisorgel für die Weidener Pfarrkirche St. Michael spendete er zwei seiner Gemälde zur Versteigerung.
Schätzler war Mitglied im Berufsverband Bildender Künstler (BBK) und des Oberpfälzer Kunstvereins (OKV), beim OKV auch einige Jahre im Vorstand tätig. Zudem saß er im Kulturausschuss seiner Heimatstadt. Er war Vater dreier Kinder und verstarb im Alter von 85 Jahren. Er wurde auf dem Stadtfriedhof seiner Heimatstadt beigesetzt.

## Auszeichnungen
- 1992: Nordgaupreis des Oberpfälzer Kulturbundes in der Kategorie „Bildende Kunst“